# NGC 2368
NGC 2368 ist ein offener Sternhaufen vom Typ IV2p im Sternbild Monoceros. Er wurde am 9. März 1828 von John Herschel entdeckt.